# Vad, Åsbacka och Långrör
Vad, Åsbacka och Långrör est une localité de Suède dans la commune de Söderhamn située dans le comté de Gävleborg.
Sa population était de 263 habitants en 2019.